# Бушмени
Бушме́ни (нід. Bosjesmannen) або сани (нама Sān) — народ на Півдні Африки (Намібія, Ботсвана, Ангола, Зімбабве, Південно-Африканська Республіка, а також Танзанія). Разом із готтентотами виділяються в південноафриканську (капоїдну) расу, яка перша з існуючих розійшлася з предками інших популяцій сучасних людей.

## Чисельність, розподіл на групи і мови
Загальна чисельність становить близько 90 тисяч осіб. Поділяються на багато груп: кунг, конг (маконг), кхомані, ква тощо. Розмовляють бушменськими мовами койсанської родини мов; поширені також англійська та африканс.

## Історія, господарство і культура
Вважається, що бушмени є автохтонним населенням Південної і Південно-Східної Африки. Їм належить вілтонська археологічна культура 6—1 тис. до н. е. Наприкінці 1 тис. до н. е. — початку 1 тис. н. е. народи банту зайняли більшість території їхнього проживання. У XVI—XIX ст.ст. були відтиснені народами банту у пустелі Південної Африки. Велика частина бушменів була знищена народами банту і пізніше європейськими загарбниками.
Бушмени — неперевершені знавці пустелі, здатні вижити в ній протягом довгого часу. Більшість дотримується традиційних вірувань, хоча також є і християни.